# Jakub Sokołowski (siatkarz)
Jakub Sokołowski (ur. 1976) – polski siatkarz, grający na pozycji rozgrywającego. 2-krotny brązowy medalista mistrzostw Polski (1994, 1995) z Czarnymi Radom. Ponadto zawodnik Net Ostrołęka (II liga) i grający trener Wilgi Garwolin (II i III liga).